# Monica Vikström-Jokela
Monica Vikström-Jokela, född 19 juni 1960, är en finlandssvensk författare och TV-redaktör. Hon har skrivit sex barnböcker om Ellen Annorlunda. Därtill har hon skrivit ett stort antal dramamanuskript för barnprogrammen i Yle Fem.
Hon är gift med Eero Jokela och mor till fem barn. Familjen bor i Noux i Esbo.

## Priser och utmärkelser
- Hon tilldelades Församlingsförbundets kulturpris 2006.

## Filmografi
- 2005 – Spegelvägen (TV-serie) (manus)
- 2013 – Tommys supersoffa (TV-serie) (regi och manus)
- 2021 – Spegelvägen (TV-serie) (regi och manus)

## Teaterstycken
- Sofias sommar. Purmo sommarteater 2005.